# Чертоза ди Павия
Черто̀за ди Павѝя (на италиански: Certosa di Pavia, на местен диалект: Certusa, Чертуза) е градче и община в Северна Италия, провинция Павия, регион Ломбардия. Разположено е на 90 m надморска височина. Населението на общината е 5452 души (към 2017 г.).
В него се намира известният Павийски чертог.